# 1505 w polityce

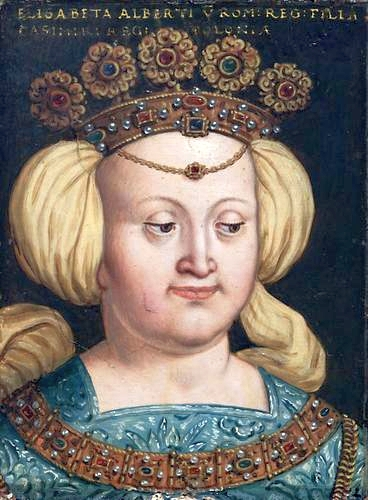
Elżbieta Rakuszanka

Wydarzenia polityczne w 1505 roku.

## Wydarzenia
- 3 maja Aleksander Jagiellończyk[1] podpisuje konstytucję Nihil novi[2][3].
- 11 maja – papież Juliusz II wydaje bullę nakazującą zakonowi krzyżackiemu podporządkowanie się Polsce na zasadach pokoju toruńskiego oraz zezwalająca królowi Aleksandrowi na przeznaczenie sum jubileuszowych na finansowanie wojska walczącego z Tatarami[4].
- 19 czerwca Zhengde z dynastii Ming obejmuje tron cesarski w Chinach[5].

## Urodzili się
- 13 stycznia Joachim II Hektor, elektor brandenburski[6].
- Ercole Gonzaga, hiszpański kardynał.

## Zmarli
- 30 sierpnia Elżbieta Rakuszanka, żona Kazimierza IV Jagiellończyka[7].
- 10 października William Boleyn, burmistrz Londynu i dziadek Anny Boleyn[8].
- 11 października Jan II Grimaldi, władca Monako[9].
- 27 października Iwan III Srogi, wielki książę moskiewski[10].
- Pedro Alonso Niño, hiszpański żeglarz (data niepewna)[11].